# Ivan Mathias Petersson
Ivan Mathias Gunnar Petersson, född 5 oktober 1971 i Spånga, är en svensk skådespelare, regissör och manusförfattare. Han är son till Bo-Ivan Petersson.
Ivan Mathias Petersson utexaminerades från Teaterhögskolan i Stockholm 1994.

## Filmografi

### Roller
- 1995 – Nattens barn (TV-serie) (TV-serie)
- 1995 – Svinet
- 1996 – Ellinors bröllop
- 1997 – 9 millimeter
- 1997 – Rummel och Rabalder (TV-serie)
- 1997 – Victor
- 1998 – Närmanden
- 1998 – Rummel & Rabalder: Jakten på Kapten Hanssons guld
- 1999 – c/o Segemyhr (TV-serie)
- 1999 – Offer och gärningsmän (TV-serie)
- 1999 – Rummel & Rabalder: Dr. Franks mask
- 2000 – Dykaren
- 2001 – Rendezvous
- 2001 – Rummel & Rabalder: I snarkofagens skugga
- 2001 – Pusselbitar (TV-serie)
- 2002 – Tusenbröder (TV-serie)
- 2002 – Laura Trenter presenterar: Hjälp! Rånare! (TV-serie)
- 2003 – Den första dagen på resten av ditt liv
- 2003 – Sista hoppet
- 2003 – Lillebror på tjuvjakt
- 2003 – Dansa med dvärgar
- 2003 – Älskade du
- 2003 – Underdrifter
- 2004 – Hjärtslag
- 2005 – Underdrifter 2
- 2005 – Break Even
- 2005 – Den utvalde
- 2005 – En decemberdröm (TV-serie)
- 2006 – Möbelhandlarens dotter (TV-serie)
- 2006 – Tjocktjuven
- 2006 – Mäklarna (TV-serie)
- 2006 – AK3 (TV-serie)
- 2007 – Leende guldbruna ögon (TV-serie)
- 2007 – Beck – Det tysta skriket
- 2007 – Järnets änglar
- 2008 – 900 meter under jord
- 2008 – Maria Wern – Främmande fågel (TV-serie)
- 2009 – Wallander – Skytten
- 2010 – Sissela och dödssynderna (TV-serie)
- 2010 – Den ryska dörren
- 2010 – Kommissarien och havet - Ett liv utan lögner (TV-serie)
- 2011 – Lögner att älska
- 2013 – Flygplan
- 2014 – Krakel Spektakel
- 2015 – Miraklet i Viskan
- 2015 – Johan Falk: Tyst diplomati
- 2015 – Johan Falk: Blodsdiamanter
- 2015–2016 – Gåsmamman (TV-serie)
- 2018 – Rå
- 2018 – Smallfoot
- 2018 – The Christmas Chronicles
- 2023 – Super Mario Bros. Filmen

### Regi
- 2001 – Rendezvous

### Manus
- 2001 – Rendezvous